# Grubbdalen
Grubbdalen este o arie protejată (arie specială de conservare — SAC, sit de importanță comunitară — SCI) din Suedia întinsă pe o suprafață de 2.598,6 ha, integral pe uscat.

## Localizare
Centrul sitului Grubbdalen este situat la coordonatele 64°01′47″N 13°45′45″E / 64.0297°N 13.7626°E.

## Înființare
Situl Grubbdalen a fost declarat sit de importanță comunitară în decembrie 1995 pentru a proteja 3 specii de animale. Situl a fost protejat și ca arie specială de conservare în decembrie 2009.

## Biodiversitate
Situată în ecoregiunea alpină, aria protejată conține 12 habitate naturale: Liziere de ierburi înalte hidrofile de câmpie și de nivel montan până la alpin, Râuri de munte și vegetația erbacee de pe malurile acestora, Tufărișuri subarctice cu Salix spp., Pajiști uscate europene, Mlaștini împădurite, Taiga vestică, Mlaștini turboase de tranziție și turbării mișcătoare, Păduri aluvionare cu Alnus glutinosa și Fraxinus excelsior (Alno-Padion, Alnion incanae, Salicion albae), Pășuni din zone de pădure fino-scandinave, Păduri nordice subalpine/subarctice cu Betula pubescens ssp. czerepanovii, Lacuri și iazuri distrofice naturale, Pajiști alpine și boreale.
La baza desemnării sitului se află mai multe specii protejate de  mamifere (3): gluton (Gulo gulo), vidră de râu (Lutra lutra), râs eurasiatic (Lynx lynx).